# José Antonio Sanahuja
José Antonio Sanahuja Perales (Madrid, 2 de agosto de 1962) es un internacionalista español. Licenciado en Filosofía y Letras (Rama historia contemporánea) por la Universidad Autónoma de Madrid, cursa una Maestría en Relaciones Internacionales por la Universidad para la Paz de Naciones Unidas y se doctora en Ciencias Políticas y Sociología (rama Relaciones Internacionales) por la Universidad Complutense de Madrid. 

## Áreas de investigación
El profesor Sanahuja es catedrático de relaciones internacionales y especialista en cooperación al desarrollo. Además, se ha especializado en las relaciones entre la Unión Europea y América Latina, desde una visión europeísta, y ha publicado distintos trabajos sobre la política exterior y de cooperación española. Como latinoamericanista, ha estudiado también la política exterior, el regionalismo y la integración latinoamericana, realizando estudios críticos sobre el "regionalismo abierto", y ha planteado la necesidad de un "nuevo regionalismo" y un "regionalismo post-liberal" con instituciones más fuertes. Sus publicaciones también han abordado la teoría de las Relaciones Internacionales, los problemas del multilateralismo, el desarrollo y la economía política internacional, los procesos de cambio de poder en el sistema internacional, y la crisis de la globalización y el orden internacional liberal, a partir de una revisión crítica de las teorías de Susan Strange y Robert W. Cox.

## Trayectoria
En 1995 se incorpora a la Facultad de Ciencias Políticas y Sociología (Universidad Complutense de Madrid) como profesor de Relaciones Internacionales, y desde 2000 es profesor de la Escuela Diplomática. Entre 2000 y 2003 fue investigador asociado del Departamento de Estudios de Intermón Oxfam. Entre 2000 y 2001, y de nuevo de 2005 a 2010 fue nombrado Vocal Experto del Consejo de Cooperación al Desarrollo, órgano asesor y consultivo de la Secretaría de Estado de Cooperación Internacional (Ministerio de Asuntos Exteriores y de Cooperación del Gobierno español). En 2005 y 2006 fue nominado por el diario El Mundo uno de los españoles más influyentes, en la categoría poder alternativo. De 2004 a 2010 fue Director del Departamento de Desarrollo y Cooperación del Instituto Complutense de Estudios Internacionales (ICEI). Es investigador asociado del Centro de Educación e Investigación para la Paz (CEIPAZ). Ha trabajado como investigador y consultor con la Secretaría de Estado de Cooperación Internacional, la Cruz Roja Española, el Parlamento Europeo, la Comisión Europea, la Fundación Carolina, la Fundación EU-LAC (Unión Europea-América Latina y el Caribe), la Secretaría General Iberoamericana (SEGIB), la Coordinadora Regional de Investigaciones Económicas y Sociales (CRIES), y otras entidades. En su trabajo para la cooperación española se encuentra la elaboración, con José Antonio Alonso y Christian Freres, de la que fue la primera Estrategia Multilateral de la Cooperación Española al Desarrollo, aprobada en 2008. También ha sido penholder en el grupo de trabajo encargado por el Ministerio de Asuntos Exteriores, Unión Europea y Cooperación para la redacción de la nueva ley española de cooperación para el desarrollo (Ley de Cooperación para el Desarrollo Sostenible y la Solidaridad Global), aprobada por el Parlamento en febrero de 2023. De 2018 a 2024 ha sido director de la Fundación Carolina, institución dedicada a la cooperación con Iberoamérica en el ámbito de la educación superior. De abril de 2020 a noviembre de 2024 ha sido asesor especial para América Latina y el Caribe del alto representante de la Unión para Asuntos Exteriores y Política de Seguridad, Josep Borrell (ad honorem).
El Profesor Sanahuja es miembro de número de la Asociación Española de Profesores de Derecho Internacional y Relaciones Internacionales (AEPDIRI).